# مارسین (استان اوپوله)
مارسین (به لهستانی: Marysin) یک منطقهٔ مسکونی در لهستان است که در گمینا نامسووو واقع شده‌است.